# 維生管線
維生管線或重要基礎設施（英語：Critical infrastructure）是基礎設施中的管線設施，包含電力、通訊（電話、網際網路等）、自來水、雨水下水道、污水下水道等管線網路。
1. 关键基础设施